# Lomaspilis dumeei
Lomaspilis dumeei là một loài bướm đêm trong họ Geometridae.